# Гриневич Владислав Олександрович
Владисла́в Олекса́ндрович Грине́вич (16 серпня 2002, Переорки, Вінницька область — 13 жовтня 2023, Запорізька область) — український військовослужбовець, учасник російсько-української війни.

## З життєпису
Народився 16 серпня 2002 року в селі Переорки Вінницької області. Навчався у Переорській школі; закінчив професійне училище № 4. У 2019 році був призваний на строкову військову службу; в червні 2020-го перевівся до Львівської військової частини 4114. У 2023 році добровільно підписав контракт та перевівся в бригаду «Червона калина». Розвідник-кулеметник 1-го розвідувального відділення взводу розвідки спеціального призначення 5-го батальйону оперативного призначення. Воював на Запорізькому напрямку.
Загинув 13 жовтня 2023 року під час виконання бойового завдання поблизу населеного пункту Вербове Запорізької області.
Без Владислава лишились мама Наталія Миколаївна і батько Олександр Вікторович (воював на Донецькому напрямку).
Похований 24 жовтня 2023 року у своєму селі.

## Нагороди та вшанування
- Орден «За мужність» III ступеня[2].
- На школі села Переорки встановлено меморіальну дошку[3].